# بخش هویجی
بخش هویجی (به لاتین: Huiji District) یک منطقهٔ مسکونی در جمهوری خلق چین است که در ژنگژو واقع شده‌است. بخش هویجی ۲۳۲٫۸ کیلومتر مربع مساحت و ۲۶۹٬۵۶۱ نفر جمعیت دارد.